# Synallaxe à front rouille
Asthenes ottonis
Espèce
Synonymes
- Siptornis ottonis Berlepsch, 1901 (protonyme)

Statut de conservation UICN

 LC  : Préoccupation mineure
Le Synallaxe à front rouille (Asthenes ottonis) est une espèce d'oiseaux de la famille des Furnariidae.

## Répartition
Cet oiseau est endémique du centre-sud du Pérou.

## Taxinomie
Selon le Congrès ornithologique international et Alan P. Peterson, aucune sous-espèce n'est distinguée,.